# Фелдіоара (Вранча)
Фелдіоара (рум. Feldioara) — село у повіті Вранча в Румунії. Входить до складу комуни Тенесоая.
Село розташоване на відстані 209 км на північний схід від Бухареста, 46 км на північ від Фокшан, 119 км на південь від Ясс, 91 км на північний захід від Галаца, 143 км на схід від Брашова.

## Населення
За даними перепису населення 2002 року у селі проживали 511 осіб, з них 510 осіб (99,8%) румунів. Рідною мовою 510 осіб (99,8%) назвали румунську.